# Noizi Itō
Noizi Itō (いとうのいぢ?, Itō Noiji; Prefettura di Hyōgo, 9 agosto 1977) è una fumettista, autrice di videogiochi e illustratrice giapponese.

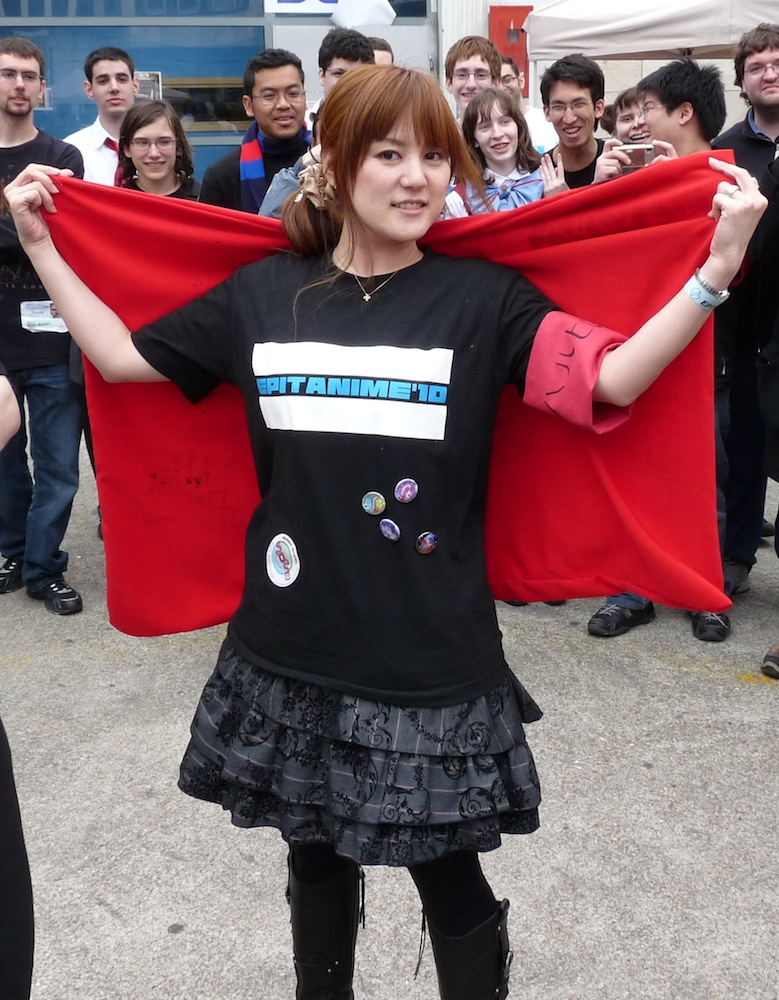
Noizi Ito

La traslitterazione del suo nome con cui è conosciuta fuori dal Giappone segue il sistema Kunrei (mentre con il sistema Hepburn sarebbe Noiji).

## Opere
Ito ha lavorato ad alcuni videogiochi per adulti per la UNiSONSHIFT: in ordine cronologico, Be-reave (1999), Wasurenagusa ~Forget-me-Not~ (2002), Komorebi ni yureru Tamashii no Koe (2003), Peace@Pieces (2004), e più recentemente, per UNiSONSHIFT: Blossom, Nanatsuiro Drops (2006, trasposto anche in anime) e ALICE♥Parēdo ~Futari no Alice to Fushigi no Otometachi~ (2007), quest'ultimo ispirato al famoso romanzo Alice nel Paese delle Meraviglie. Il terzo lavoro della UNiSONSHIFT: Blossom illustrato dall'artista è uscito il 23 gennaio 2009, col nome di Flyable Heart. Ha successivamente lavorato a Kimi no Nagori wa Shizuka ni Yurete (2010), spin-off di Flyable Heart. L'ultimo eroge che la vede coinvolta è Flyable CandyHeart, annunciato per il 2011.
Ma l'artista è meglio conosciuta per aver illustrato i light novel Shakugan no Shana e La malinconia di Haruhi Suzumiya e per aver quindi disegnato i personaggi degli anime tratti da ciascuna di queste opere.
Ha anche cominciato a disegnare un manga, dal titolo Bee-be-beat it!, serializzato sulla rivista shōnen Dragon Age Pure.

## Artbook
Le illustrazioni di Noizi Ito continuano ad apparire negli artbook del circolo Fujitsubo-Machine, molte delle quali sono state riunite in Guren: Ito Noizi Art Collection (2005) e Kaen: Ito Noizi Art Collection II (2007), due raccolte pubblicate dalla MediaWorks.